# ブースター (蒸気機関車)

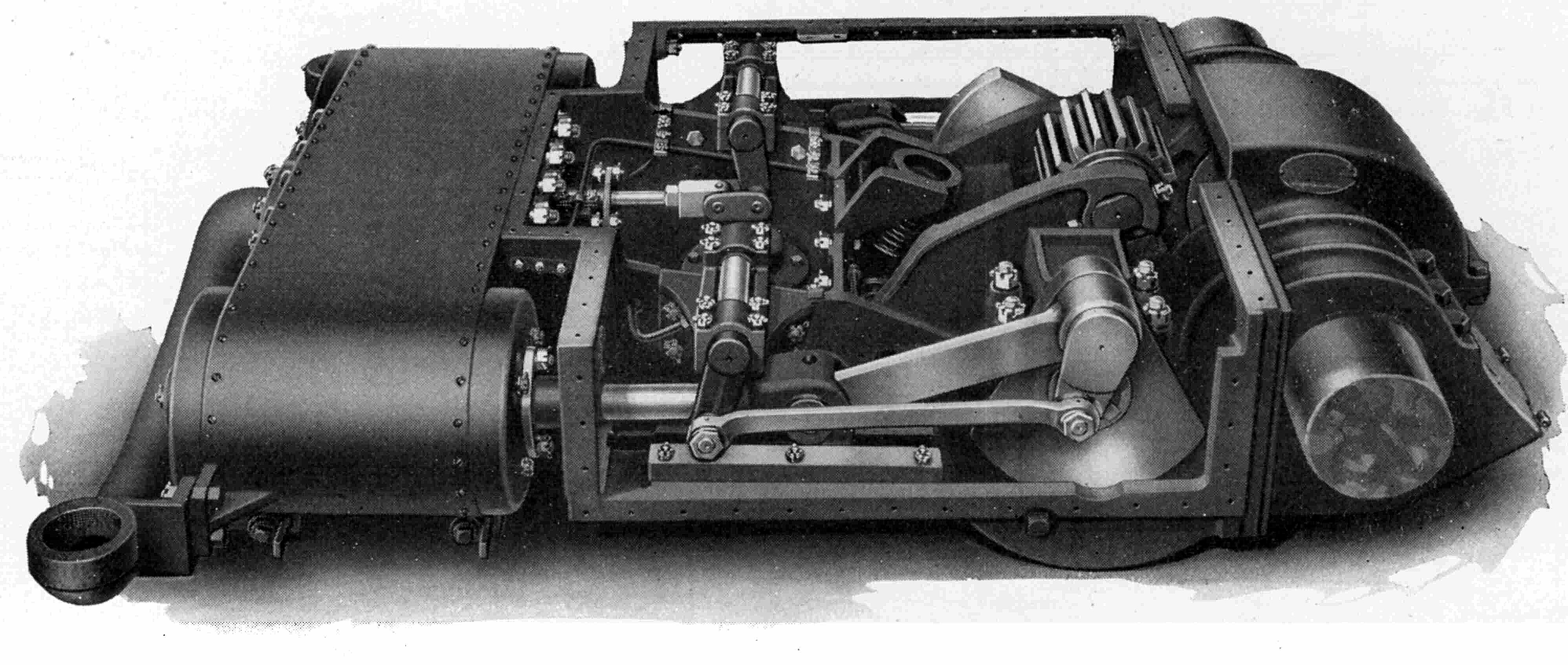
機構を示すためにカバーを取り外した状態のブースター、駆動軸は右にあり、通常この下にぶら下げてブースターが取り付けられていた

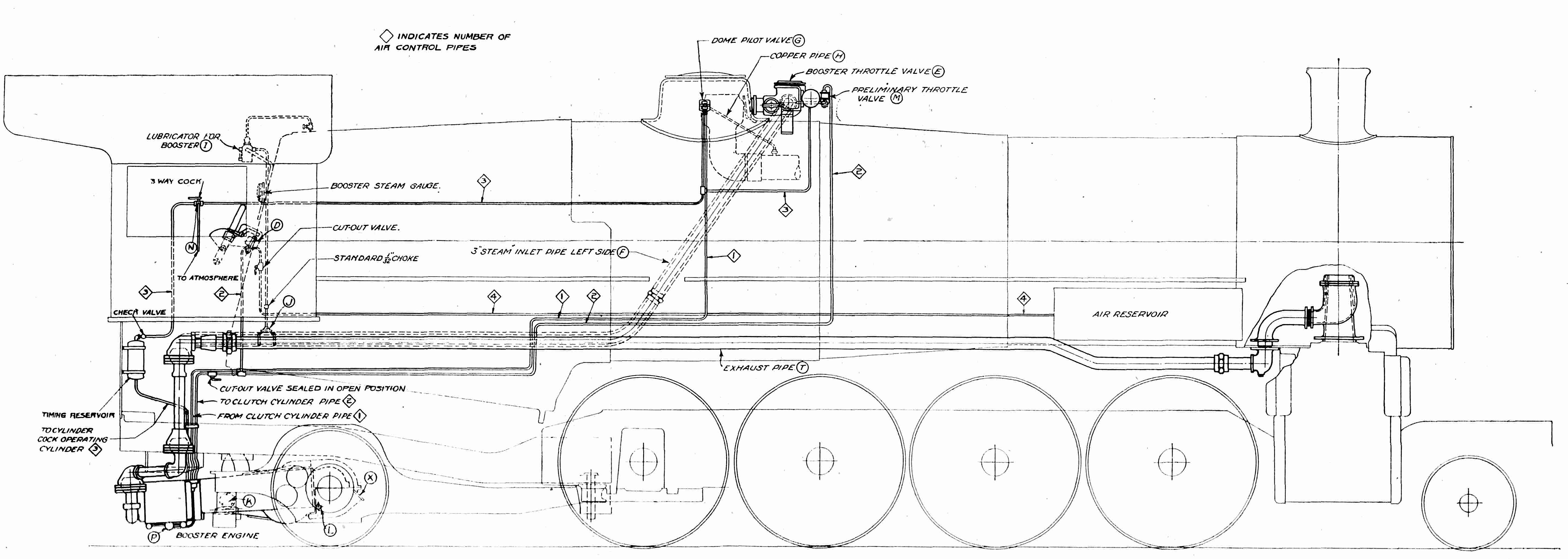
ブースターがどのように取り付けられ、接続されているかを示す図

ブースターは、蒸気機関車で用いられる小さな2シリンダーの蒸気機関で、従輪か炭水車の前の台車に取り付けて動力を補助する装置である。アイドルギアを機関士が操作することで作動させることができる。1軸のみ駆動し、アイドルギア1つの時は逆転動作不可能であるが、2つの時は逆転動作可能である。
蒸気機関車の動力はピストンからロッドにより動輪に伝えられているが、これとは別に小型の蒸気機関で本来は動力の無い従輪を駆動することで、低速時に動力を補助することを目的としていた。重い列車を牽いて出発する時や、条件の悪い場所で低速を維持するために用いられた。15 マイル毎時（約24 km/h）以下の低速で動いている時に使用開始することができた。10 - 30 マイル毎時 (16 - 48 km/h) の範囲では定格でおよそ300 馬力 (224 kW) を出した。30 マイル毎時 (48 km/h) に達すると自動的に作動終了された。牽引力は10,000 - 12,000 ポンド重 (44 - 53 kN) 程度が一般的であった。
炭水車に取り付けられるブースターでは、台車の車軸を連結するサイドロッドを備えていた。こうした小さなサイドロッドは速度を制限したので、入換用の機関車に限定された。機関車本体に取り付けられるブースターに比べると極めて稀なものであった。

## ブースターの使用理由
ブースターは、標準的な蒸気機関車の基本的な欠点に対処することを意図したものである。まず、ほとんどの蒸気機関車は全ての車輪に動力があるわけではない。レールに伝えられる力の強さは、動力のある車輪（動輪）に掛かっている重量と車輪とレールの間の粘着係数に依存している。動力の無い車輪（従輪）は、駆動力を得るために利用可能なはずの機関車重量を実質的に無駄にしてしまっている。従輪は一般に高速での安定性を目的としているが、低速では必要ではない。
2番目に、蒸気機関車ではピストンが車輪に直接ロッドやクランクと結ばれているので、ギア比が一定である。ギア比が固定であることから、低速での牽引性能と高速性能の間で妥協をしなければならない。高速では故障の恐れがある過度なピストンの運動や蒸気の浪費といった問題がある。この妥協により、低速の蒸気機関車ではボイラーの出力全てを使うことができない。低速ではそれほど速く蒸気を消費しないので、ボイラーが作り出すことのできる蒸気の量と消費できる蒸気の量の間に大きな差が生まれる。ブースターにより、使用されていなかった潜在性能を使用することができる。

## 欠点
ブースターは、柔軟な給気・排気パイプやアイドルギアなどを保守するために費用がかかるという問題がある。

## 使用例
ブースターは北アメリカで主に使用された。他の地域の鉄道では、ブースターはその費用と複雑性から割に合わないものと判断されていた。
北アメリカ地域でも、ブースターは製造された蒸気機関車のほんの一部にのみ用いられた。鉄道会社によっては広範囲にブースターを利用したところもあれば、ほとんど利用しなかったところもあった。ニューヨーク・セントラル鉄道はブースターの支持者で、車軸配置4-6-4のハドソン型蒸気機関車全てに取り付けていた。一方、そのライバルのペンシルバニア鉄道はほとんどブースター付きの機関車を使わなかった。
カナダ太平洋鉄道では、1881年から1949年までの間に合計3,257 両の蒸気機関車を導入したが、そのうち55両のみがブースターを備えていた。車軸配置4-6-4のH1クラスで17両、4-8-4のK1クラスで2両、2-10-4のT1クラスで36両で、T1クラスについてはその形式全てであった。
オーストラリアのビクトリア鉄道では、1927年に車軸配置2-8-2のNクラスでフランクリン式の2シリンダーブースターを試験してよい結果を収めて、より大型の2-8-2の1929年から1947年の間に製造されたXクラスのうち1両を除いた全てに装備された。サウス・オーストラリア鉄道では、車軸配置4-8-2の500クラスの重旅客機関車がブースター台車を取り付ける改造をされて1929年から4-8-4の機関車として用いられた。
ニュージーランド鉄道の1939年のKbクラスでは、南島の路線にある急勾配区間で走行できるようにするためにブースター台車付きで製造された。
日本でも太平洋戦争の後期に輸送量が増大した満鉄向けに大阪発動機が開発したことはあるが、終戦に間に合わずに終わった。